# No More Tears (Enough Is Enough)
No More Tears (Enough Is Enough) is een duet uit 1979 van Donna Summer en Barbra Streisand; in Amerika werd het een nummer 1-hit, in Nederland haalde het de twintigste plaats. 

## Achtergrond
No More Tears werd in augustus 1979 opgenomen in Los Angeles voor Summers verzamelalbum On My Radio:Greatest Hits en drie maanden later op single uitgebracht. Het is ook terug te vinden op Streisands album Wet, maar dan in een licht afwijkende en kortere versie dan het 11 minuten durende origineel waarvan de eerste helft als ballad wordt uitgevoerd. 
Tot een duet bij live-optredens is het nooit gekomen, wel zong Summer het bij haar eigen concerten met onder meer Tina Arena en haar zus Mary Gaines Bernard. Na het overlijden van Summer in 2012 zong Streisand als eerbetoon een kort fragment tijdens haar Back To Brooklyn-tournee.